# 仁保事件
仁保事件（にほじけん）とは、1954年（昭和29年）10月26日に山口県吉敷郡大内村仁保（現在の山口市仁保下郷）で起きた一家6名の殺人事件と、それによって生じた冤罪事件。

## 事件の概略
年齢は全て事件当時のものである。

### 事件発生
事件は、1954年10月26日の午前0時頃に発生した。
事件現場は、国鉄（現在のJR西日本）山口線仁保駅の北東に2キロほど行った山あいの中腹に位置する農家の一つで、一家の主で農業を営む男性（49歳）と、その妻（42歳）、母親（77歳）、三男（15歳）、四男（13歳）、五男（11歳）の6名が襖で隔てられた3つの部屋で蒲団に入って就寝していたところを犯人に襲撃された。この一家は地元では裕福な農家の一人で近隣に8反もの農地と山林を所有しており、女性関係も派手だったという。
6名は頭部や顔面を鈍器で殴打されたり、頸部と胸部を鋭利な刃物で刺されたりされ、蒲団の上で血染めになって死亡していた。後に、捜査当局は頭部を鍬で割り、頚動脈を切り心臓を刺すという執拗な殺害方法であると断定した。
事件が発覚したのは、同日早朝の午前7時頃。いつもと違ってこの農家の雨戸が開いていない点を不審に思った隣家の主婦が不審に思い家の中を覗き見たところ、6名の遺体を発見、警察へ通報した。

### 難航する捜査から容疑者の逮捕まで
当時、事件に関して県警は以下のような鑑識結果を得ており、毎日新聞が11月14日に報じている。
- 事件は単独犯である。
- 凶器で被害者の頭部を強く殴打していることから、犯人は返り血を浴びていない。
- 母親が寝ていた部屋から発見された1.5メートルほどの縄は、外部から持ち込まれたものである。
- 事件は午前0時頃に起こった。
- 足跡から察するにかなりの大男である。
- 毒物を用いての犯行ではない。
- 現場で発見された土は、犯人が付近の水田から持ち込んだものである。
- 犯人は現場から物を盗んだ形跡はない。

事件発覚当初、山口県警察は怨恨説と物盗り説の両方を想定して捜査を進めた。その上で、事件現場の近隣の前科者約160名を容疑者としてリストアップし、一人一人虱潰しに捜査を行なった。このリストには後に本事件の犯人として後に冤罪犯とされた男性も含まれていたが、当初は事件の発生した1年半前から郷里を出奔していたことからリストから外されていた。
しかし、そうした捜査陣の努力とは裏腹に捜査は予想以上に難航した。県警は怨恨説から事件宅の隣家の主人を逮捕。しかし、証拠不十分のため23日の勾留期限で釈放した。業を煮やした県警はリストを徹底的に洗い直し、新たな容疑者として事件当時37歳の男性が浮上してきた。しかし、説得力のある証拠が出てきた訳ではなく、リストからの消去法で選ばれただけであった。
県警は山口県を出奔する前に関与したとされる窃盗未遂事件で全国に指名手配した。この事件は男性の友人と二人で商店に侵入したものの結局は何も盗まなかったというものであった。窃盗未遂事件での全国指名手配は当時としても極めて異例である。
これにより、男性は1955年10月19日に大阪府大阪市天王寺区の天王寺駅にて住居侵入の容疑者として逮捕された。翌日、10月20日に大阪から山口警察署へと移送された。

### 取調べから起訴まで
大阪から山口県警へ移送された男性は1955年10月31日に仁保事件とは別の窃盗事件で起訴され（容疑は住居侵入及び窃盗未遂）、12月10日にはもう一つの別件であるマンホールの蓋の窃盗の罪状で起訴された。この時男性は贔屓にしていた弁護士による弁護を求めたが、警察が取り合わなかったことから本件での起訴まで弁護士がつくことがなかった。そのため、男性は孤立無援の状態で警察の取調べを受けることとなった。
そして、11月2日に山口県警での仁保事件に関する取調べがスタートした。しかし、前述のように確固たる証拠のない状態での取調べであったことから、男性はアリバイを申し立てて犯行への関与を否定。調書によれば初めて否認したのは11月9日（ただし、調書がとられたのは翌日の11月10日）となっている。
その後、11月22日の調書に犯行の自供が記録されているが、自供そのものは録音テープ（後述）によれば11月11日になされている。つまり、初めての自供から調書に記録が残るまで11日も経過しており、その間男性の供述は常に迷走していた。自供が最終的な形となったのは検察官による取調べが行なわれる1956年3月22日のことである。翌年、1956年2月1日に山口拘置所に移管。同年の3月23日に男性を連れての現場検証。1956年3月30日にようやく起訴の運びとなった。

#### 録音テープの存在
この事件では、日本の警察では珍しく取調べの様子が録音テープに記録されている。これは、事件の3年前に同じ山口県で起こった八海事件（後に冤罪事件となる）で被告の自供が法廷での争点となった点を踏まえたものであった。
このテープは全部で33巻にも及ぶ。しかし、これは取調べの全容を網羅したものではなく、あくまでその一部を記録したものに過ぎない。結果としてテープは法廷で検察側によって被告の自供を補強する役割しか果たさなかった。
テープには警察での取調べの様子が克明に記録されているが、そこには警察による被告に対する執拗な取調べの様子が窺える。
このテープについては無罪が確定した後の1980年度にNHK特集の「自白～仁保事件・証拠28号テープ」にてその内容の一部が紹介された。

## 裁判の経過
1956年
3月30日、男性を山口地方裁判所に起訴。
5月2日、山口地裁での第1回の公判。公判では取調べとはうってかわって犯行を全面的に否定。
1962年
6月15日、山口地裁で死刑判決が下る。地裁は警察の取調べでの拷問の事実は否定したものの被告の自供には無理があるとした。しかし、検察に対する自供の任意性は認めた。被告は広島高等裁判所に控訴。
1968年
2月14日、広島高裁は控訴を棄却し、第一審の死刑判決を支持。又、検察のみならず警察の取調べでの自供も任意性があると判断した。
1970年
7月31日、最高裁判所は第二審の判決を重大な事実誤認があるとして、判決を破棄し広島高裁へ差し戻し。自供の任意性への判断は保留したが、自供の変遷に対して少なからず信用できない点があるとした。なお、弁護側は最高裁では(1)事件現場には最低でも3人分の足跡があった、(2)創傷を分析すると鍬、出刃包丁以外の凶器がある、という2点から男性の無罪を主張した。
9月22日、広島高裁が被告の保釈を認める。保釈金50万円。同日、広島高等検察庁が保釈の執行停止と保釈請求を認めた決定に異議申し立て。
9月25日、広島高裁は広島高検から出されていた保釈の執行停止と異議申し立てを棄却。
1972年
12月14日、広島高裁が殺人での無罪の判決を下す（別件のマンホールの蓋の窃盗で懲役6ヶ月）。
12月27日、検察が上告を断念。事件発生から18年、被告の逮捕から17年を経て、男性の殺人の無罪が確定。

## その後
仁保事件に題を得た『自白』というドキュメンタリードラマを朝日放送が1972年11月11日に放送を予定していたが、中立を欠いており、肖像権の侵害に当たるとして、前日に放送が急遽中止になった。又、同じく朝日放送が12月17日に冤罪の嫌疑を受けた男性に密着取材をした『二四時間』を放送予定だったが、これも中止となった。
事件現場は現在では草木に覆われており、凄惨な事件の痕跡を残すものは何もないという。